# Cyttidae
Cyttidae é uma família de peixes actinopterígeos pertencentes à ordem Zeiformes, subordem Zeieidei.